# I fuld gang
|  | Denne artikel er oprettet af botten Steenthbot ud fra en ekstern database. Den kan derfor have sproglige fejl eller mangler. Denne skabelon kan fjernes efter kontrol af indholdet. |

I fuld gang er en dansk dokumentarfilm fra 1963 instrueret af Ingolf Boisen.